# T.H.U.N.D.E.R. Agents
T.H.U.N.D.E.R. Agents est une bande dessinée américaine créée par Wallace Wood pour le compte de la maison d’édition Tower Comics (1965-1969). Cette série allie à la fois le concept des super-héros et celui de l’espionnage. Disparue après la déconfiture de Tower Comics, cette série a, malgré sa brièveté, marqué son lectorat. Il fut ainsi question de la reprendre chez Atlas/Seabord au milieu des années 70 ou encore pour la revue Penthouse. Ce fut finalement le cas chez JC Comics puis De Luxe Comics en enfin DC.

Entre-temps la fameuse collection DC Archives a réédité les épisodes originaux en sept tomes qui se sont littéralement arrachés.

## L’idée de départ
Au milieu des années 60 la mode est aux super-héros et aux agents secrets. Batman triomphe à la TV américaine et James Bond le fait au cinéma. L’idée est donc de réconcilier ces deux univers et de le faire sous l’égide de l’ONU. Cette idée d’agence internationale existe déjà dans la série télé Des agents très spéciaux (The Man from U.N.C.L.E. de 1964 à 1968) sous le nom d’U.N.C.L.E. (United Network Command for Law Enforcement). Cette nouvelle agence fictive s’appellera donc T.H.U.N.D.E.R. pour The Higher United Nation Enforcement Reserves. L’objet de cette agence est de préserver la paix et particulièrement d’éviter toute guerre entre États-Unis et Union Soviétique.

Initialement les membres de cette agence ne sont pas des super-héros mais des hommes que le progrès scientifique transforme en super-héros.

## Les personnages
- Dynamo : Leonard Brown[2] est à l’origine un agent secret qui grâce à une « ceinture d’intensificateur de molécules » permet d’accroître le volume du corps et de le rendre invincible. Petit gag de Wallace Wood puisque Len Brown était surtout l'un des scénaristes de la saga.
- No Man : Dr Dunn, savant de 76 ans, a transféré son cerveau dans un cyborg grâce à l’aide du Pr Emil Jennings[3]. Cette faculté lui permet donc de changer de corps/robot à chaque fois que son enveloppe cybernétique est endommagée. Qui plus est, une cape lui assure l’invisibilité.
- Menthor : John Janus hérite d’un casque inventé par le Pr Jennings, outil qui lui permet de lire dans la pensée des autres mais aussi d’avoir une force magnétique (sorte de télékinésie). À l’origine il s’agit d’un agent double, infiltré pour saboter l'agence.

Tels sont les 3 premiers super-héros à apparaître dès le # 1.
- Lightning : Guy Gilbert se voit au #4 confier un costume qui lui permet de courir « à la vitesse de l’éclair » avec pour inconvénient majeur de le faire vieillir prématurément à chaque utilisation.
- Raven : Craig Lawson récupère au #8 un appareillage lui permettant de voler et de devenir le Raven.

Les autres membres « humains » de la Thunder Squad :
- Daniel John Adkins[4], surnommé Dynamite est une force de la nature, spécialisé dans l’armement.
- Kathryn Kane surnommée Kitten, multi-spécialiste en fonction des besoins scénaristiques, est l’une des touches féminines de l’histoire.
- William Wylie, surnommé Weed, est un expert en serrures et autres fermetures lui permettant de s’introduire à peu près n’importe où.
- James Andor, surnommé Egghead, est un esprit universel doublé d’un brillant stratège.
- Signalons également la présence au #13 de Davy Jones membre de l’U.N.D.E.R.S.E.A. (United Nations Department of Experiment and Research Systems Established at Atlantis), autre série de Tower Comics[5].

Warlord est le chef des ennemis. Il dirige les sub-terriens qui veulent quitter les entrailles de la Terre pour s’installer à l’air libre. Provoquer des guerres entre les nations est donc un moyen d’affaiblir leurs adversaires.

Iron Maiden, fidèle lieutenant du Warlord, est plus ou moins amoureuse de Dynamo qui le lui rend bien.

## La série originelle
Tower Comics lance la revue avec un prix double que celui usuellement pratiqué à l’époque (25 cents au lieu de 12) mais avec une pagination double également ce qui permet d’offrir davantage d’histoires aux lecteurs et d’installer plus rapidement la série.

Chaque numéro voit au moins un récit consacré à la Thunder Squad dans son ensemble mais on trouve aussi des histoires où apparaissent un seul des Agents, c’est le plus souvent Dynamo et NoMan assurément les plus populaires parmi les lecteurs.

Le succès est tel que Tower Comics lance deux revues uniquement consacrées l’une à Dynamo, l’autre à NoMan.
Le groupe connaît toutefois de vraies difficultés financières et à partir du #17 le nombre de pages passe de 68 à 52 pages alors que le prix est maintenu. Les numéros n’offrent plus seulement des histoires exclusives mais aussi des reprises des premiers numéros.
La crise est telle que le #17 daté de décembre 1967 sera bien sûr suivi du #18 mais … en septembre 1968. Si le #19 suit presque immédiatement (novembre 1968), le #20 se fera attendre en novembre 1969. Ce dernier volet n’étant constitué que de reprises à une exception près.
Entre-temps le comics Dynamo n’aura fait l’objet que de 4 # assez espacés (août 1966-juin 1967) et Noman aura eu une existence encore plus courte de 2# (novembre 1966 et mars 1967).

## Les raisons de la popularité
Les artistes qui ont participé à cette aventure sont tous excellents. Outre Wallace Wood on retrouve les noms de Gil Kane, George Tuska, Dick Ayers, Reed Crandall, Joe Orlando, Frank Giacoia, etc. Des talents sûrs et expérimentés.
Scénaristiquement les histoires n’étaient pas de simples récits de super-héros. Outre le fait que les aventures étaient parfois basées sur des éléments de géopolitique, néanmoins de pacotille, la série offrait des nuances, relatives certes, qu’on ne trouvait pas dans les comics de l’époque. Dynamo laisse ainsi à plusieurs reprises s’échapper la « méchante » Iron Maiden dont il est plus ou moins amoureux. Menthor est une sorte de Dr Jekyll & Mr Hyde inversé, etc.
Qui plus est, les auteurs n’hésitent pas à tuer des personnages ce qui est très exceptionnel à l’époque.
Dès le #2 James Andor est tué. Tout comme Menthor au #8, ce qui nous vaut une scène d’enterrement qui fait encore aujourd’hui débat chez les fans.

## La tentative d’Atlas/Seabord
Martin Goodman qui avait quitté Marvel fortune faite décida d’attaquer de front son ancienne maison en créant une société concurrente qu’il est coutume d’appeler Atlas/Seabord pour ne pas la confondre justement avec l’ancien nom de la Marvel (Atlas). Jeff Rovin, bombardé rédacteur en chef du nouveau groupe étudia la question et proposa de reprendre les droits et de réembaucher les artistes mais Goodman ne suivit pas.

## JC Comics
John Carbonaro racheta les droits et lança une nouvelle série en mai 1983 intitulée T.H.U.N.D.E.R. Agents parallèlement à une autre revue qui reprenait exclusivement les épisodes de Tower Comics. Malheureusement, la solidité financière de la nouvelle maison d’édition était très relative et le #2 sortit en janvier 1984. Ce fut d’ailleurs le dernier numéro. La fin d’une des histoires sera publiée dans le #12 de Blue Ribbon Comics du groupe Archie en septembre 1984.

## Deluxe Comics
Créé en 1984, Deluxe Comics lança en novembre 1984 Wally’s Wood T.H.U.N.D.E.R. Agents. C’était rendre ainsi hommage au créateur initial qui s’était suicidé quelques années auparavant. La société n’était pas beaucoup mieux armée financièrement et le #3 parut 10 mois après le précédent (novembre 1985). Le #4 est daté de février 1986 mais le #5 (et dernier) d’Octobre 1986. Difficile donc de constituer un lectorat fidèle avec des parutions aussi erratiques.

## Solson Publications
Nouveau projet d’une nouvelle maison d’édition. Cette fois-ci c’est surtout NoMan qui devait servir de locomotive à l’ensemble. Prévue sur 4 #, la publication, Thunder (sans les points !), s’arrêta dès le #1.
Différentes tentatives eurent lieu par la suite mais aucune ne fut couronnée de succès.

## DC
Au début des années 2000 DC chercha à racheter les droits à Jeff Carbonaro. Après quelques essais de démonstration, celui-ci refusa net estimant que les projets de DC étaient trop éloignés de l’esprit de la série d’origine. DC obtint néanmoins en compensation les droits de réédition des histoires de Tower Comics pour sa collection DC Archives. Les 6 tomes qui composaient l’édition originale (2002-2006) furent complétés en 2011 par un 7e volume qui reprenait cette fois les histoires de De Luxe Comics.
La mort de Jeff Carbonaro en 2009 débloqua la situation et DC a pu mettre la main sur les droits de la série.
En janvier 2011 fut lancé un T.H.U.N.D.E.R. Agents new look, Lightning et Dynamo se faisaient rapidement tuer pour être remplacés par de nouveaux personnages reprenant leurs costumes. Même chose pour Menthor qui est ressuscité, intégration de nouveaux agents de l’U.N.D.E.R.S.E.A., arrivée d’une nouvelle héroïne dont on apprend qu’elle est la fille de Dynamo et… Iron Maiden, etc.
Carbonaro n’avait sans doute pas tort de se méfier. Quoi qu'il en soit après une série de 10 # (janvier-octobre), DC a fait paraître une nouvelle mini-série de 6# en 2012 (janvier-juin).

## En France
Ce sont les Éditions des Remparts qui publiaient à l’époque les aventures du Fantôme et de Mandrake le Magicien qui obtinrent les droits pour le marché français. 
La revue s'intitulait Tonnerre, traduction du mot anglais "Thunder" (le parti a été pris de traduire les noms des personnages: Eclair pour Lightning par exemple). Elle parut durant 10 numéros, de février 1967 à janvier 1968,.
Editorialement, la revue reprenait indifféremment des histoires tirées des 3 séries de l'univers T.H.U.N.D.E.R. Agents (T.H.U.N.D.E.R. Agents, Dynamo, NoMan), et de pllus sans respecter l'ordre de parution originel.
Pour la petite histoire ce fut la première à publier exclusivement des histoires de super-héros, avant les éditions Lug, elles aussi basées à Lyon.

## Histoires publiées chez Tower Comics
Les participants, principalement des dessinateurs, sont :
- Wallace Wood (scénario et dessin)
- Dan Adkins (scénario et dessin)
- Len Brown (scénariste)
- Reed Crandall
- Steve Ditko
- Mike Esposito
- Frank Giacoia
- John Giunta
- Larry Ivie (scénariste)
- Gil Kane (scénario et dessin)
- Bill Pearson (scénariste)
- Ralph Reese
- Paul Reinman
- Mike Sekowsky
- Steve Skeates (scénariste)
- Chic Stone
- George Tuska
- Ogden Whitney

### THUNDER Agents: la série originale
Les reprises d'histoires antérieurement publiées n'ont pas été retenues dans cette liste.
20 numéros parus, de novembre 1965 à novembre 1969.
1er novembre 1965  Couverture :  Wally Wood
1. THUNDER Agents: "First Encounter"  4 planches			 	 Dessins :  Wally Wood  Scénario :  Larry Ivie
2. Dynamo: "Menace of the Iron Fog"  12 planches				 Dessins :  Wally Wood  Scénario :  Len Brown/Larry Ivie
3. NoMan: "THUNDER Agent NoMan"  10 planches				 Dessins :  Reed Crandall (avec W. Wood)  Scénario :  Larry Ivie
4. Menthor: "The Enemy Within"  12 planches				 Dessins :  Gil Kane & George Tuska/Mike Esposito
5. THUNDER Squad: "THUNDER Squad"  10 planches			 Dessins :  M. Sekowsky/F. Giacoia  Scénario :  Larry Ivie
6. Dynamo: "At The Mercy of the Iron Maiden"  10 planches			 Dessins :  Wally Wood & Dan Adkins/Wood & Adkins

2 janvier 1966  Couverture :  Wally Wood & Dan Adkins
1. Dynamo: "Dynamo Battles Dynavac"  13 planches	 Dessins :  Wally Wood & Richard Bassford/Wally Wood Scénario :  Len Brown
2. NoMan: "In The Warlord's Power"  10 planches	 Dessins :  Dick Ayers/Wally Wood & Joe Orlando
3. Menthor: "Menthor"  10	planches	 Dessins :  Mike Sekowsky/Frank Giacoia
4. Dynamo: "D-Day For Dynamo"  13 planches	 Dessins :  Wally Wood & Dan Adkins/Wood & Coleman
5. THUNDER Squad: "On The Double"  10 planches	Dessins :  Mike Sekowsky/Frank Giacoia

3 mars 1966  Couverture :  Wally Wood
1. Dynamo: "Dynamo Battles the Subterraneans"  10 planches			 Dessins :  Wally Wood & Dan Adkins/Wood & Coleman
2. NoMan: "NoMan Faces the Threat of the Amazing Vibraman"  10 planches			 Dessins :  John Giunta/Wally Wood & Tony Coleman Scénario :  Bill Pearson
3. Dynamo: "The Red Dragon"  10	planches				 Dessins :  Wally Wood & Dan Adkins/Wood & Coleman
4. THUNDER Squad: "Invaders From the Deep"  10 planches			 Dessins :  Mike Sekowsky/Frank Giacoia
5. Dynamo & Menthor: "Dynamo vs. Menthor"  10	planches		  Dessins :  Wally Wood & Dan Adkins/Wood & Coleman

4 avril 1966  Couverture :  Reed Crandall/Wally Wood
1. Dynamo: "Master of Evolution"  12 planches			 Dessins :  Wood & Adkins/Wood, Adkins & Coleman Scénario :  Len Brown
2. NoMan: "The Synthetic Stand-ins"  10	planches		 Dessins :  Sekowsky/Giacoia  Scénario :  Steve Skeates
3. THUNDER Agents: "The Deadly Dust" (Début de Lightning)  10	 Dessins :  Sekowsky/Giacoia  Scénario :  Steve Skeates
4. Dynamo: "The Return of the Iron Maiden"  10 planches			 Dessins :  Reed Crandall/Wally Wood & Dan Adkins
5. Menthor: "The Great Hypno"  11	planches			 Dessins :  John Giunta/Wally Wood & Tony Coleman

5 juin 1966  Couverture :  Wally Wood/Wood & Adkins
1. Dynamo: "Dynamo and the Golem"  10		 Dessins :  Reed Crandall/Wally Wood & Dan Adkins
2. NoMan: "In the Caverns of Demo"  10		  Dessins :  Gil Kane/Wally Wood & Tony Coleman Scénario :  Bill Pearson
3. Lightning: "Return of Baron Van Kampf"  10	 Dessins :  Sekowsky/Giacoia  Scénario :  Steve Skeates
4. Menthor: "Menthor vs. The Entrancer"  10	 Dessins :  John Giunta
5. THUNDER Agents: "Double For Dynamo"  14	 Dessins :  Wood & Adkins/Wood & Coleman  Scénario :  Skeates

6 juillet 1966   Couverture :  Wally Wood & Dan Adkins/Wood
1. Dynamo: "Dynamo & the Sinister Agents of the Red Star"  14	 Dessins :  Wally Wood & Dan Adkins/Wood & Adkins
2. Lightning: "The Origin of the Warp Wizard"  11 Dessins :  Sekowsky/Giacoia  Scénario :  Steve Skeates
3. THUNDER Agents: "THUNDER vs. Demo"  10	 Dessins :  Giunta/Wood & Adkins
4. Menthor: "The Carnival of Death"  10		 Dessins :  John Giunta/Carl Hubbell
5. NoMan: "To Fight Alone"  10			 Dessins :  Steve Ditko  Scénario :  Steve Skeates

7 août 1966  Couverture :  Wood & Adkins/Wood & Adkins
1. Dynamo: "Wanted: Leonard Brown,Code Name 'Dynamo', Suspicion of Treason" 10	 Dessins :  Wood, Adkins & Ralph Reese/Wood & Adkins
2. Lightning: "The Warp Wizard's Revenge"  10	 Dessins :  Sekowsky/Giacoia  Scénario :  Steve Skeates
3. THUNDER Agents: "Subterranean Showdown"  10	 Dessins :  George Tuska
4. NoMan: "To Be Or Not to Be"  10		 Dessins :  John Giunta/Sal Trapani  Scénario :  Bill Pearson
5. Menthor: "A Matter of Life and Death"  10	Esquisses: Wally Wood & Dan Adkins  Scénario :  Wood & Adkins Dessins: Steve Ditko  Encrage: Wally Wood & Dan Adkins

8 septembre 1966  Couverture :  Wally Wood
1. Dynamo: "Thunder In the Dark"  10 		 Dessins :  Wood, Adkins & Reese/Wood & Adkins
2. NoMan: "The Pyramid of the Warlords"  10	 Dessins :  John Giunta/Joe Giella  Scénario :  Bill Pearson
3. Lightning: "The Blue Alien"  10			 Dessins :  Sekowsky/Giacoia  Scénario :  Steve Skeates
4. Raven: "Enter... The Raven"  10			 Dessins :  George Tuska  Scénario :  Steve Skeates
5. THUNDER Agents: "Final Encounter"  11	 Dessins :  Dan Adkins/Wally Wood & Dan Adkins

9 octobre 1966  Couverture :  John Giunta/Wally Wood
1. Dynamo: "Corporal Dynamo, U.S.A."  10	Dessins :  John Giunta/Wally Wood
2. Lightning: "Andor"  10		Dessins :  Mike Sekowsky/Frank Giacoia & Joe Giella
3. NoMan: "The Secret of Scorpion Island"  10	Dessins :  John Giunta
4. THUNDER Agents: "The Black Box of Doom"  10	 Dessins :  Dan Adkins/Chic Stone
5. Raven: "Raven Battles Mayven The Poet"  11	 Dessins :  Manny Stallman  Scénario :  Manny Stallman

10 novembre 1966  Couverture :  Al Williamson & Wally Wood/Wood
1. Dynamo: "Operation Armageddon"  10	Dessins :  Wally Wood
2. Lightning: "The Air Laser"  10		 Dessins :  Mike Sekowsky/Joe Giella & Frank Giacoia
3. NoMan/Andor: "Three Deeds of Evil"  10	 Dessins :  Ogden Whitney
4. THUNDER Agents: "Kitten or Killer?"  10	 Dessins :  George Tuska
5. Raven: "The Return of Mayven"  10	 Dessins :  Manny Stallman  Scénario :  Manny Stallman

11 mars 1967  Couverture :  Wally Wood
1. Dynamo: "The Death of Dynamo"  10 planches				 Dessins :  Dan Adkins/Wally Wood & Dan Adkins
2. Lightning: "Lightning vs. The Vortex"  10 planches			 Dessins :  Sekowsky/Giacoia  Scénario :  Steve Skeates
3. NoMan: "The Trap"  10	planches	 Dessins :  John Giunta  Scénario :  Steve Skeates
4. THUNDER Agents: "Understudy For Dynamo"  10 planches			 Dessins :  Chic Stone
5. Raven: "The Case of Jacob Einhorn"  10 planches			 Dessins :  Manny Stallman  Scénario :  Manny Stallman

12 avril 1967  Couverture :  Wally Wood
1. Dynamo: "Strength is Not Enough"  10	planches Dessins :  Steve Ditko/Wally Wood & Dan Adkins
2. Lightning: "Speed Demon"  10	planches Dessins :  Sekowsky/Giacoia  Scénario :  Steve Skeates
3. NoMan: "The Rock"  10	planches	Dessins :  John Giunta/John Giunta & Frank Giacoia
4. THUNDER Agents: "The Road to Spider HQ"  10 planches	Dessins :  Sekowsky/Giacoia & Giella  Scénario :  Skeates
5. Raven: "The Raven Battles the Storm Troopers of Xochimilco"  10 planches Dessins :  Manny Stallman  Scénario :  Manny Stallman

13 juin 1967  Couverture :  Wally Wood
1. Dynamo: "A Bullet for Dynamo"  10 planches	Dessins :  Dan Adkins/Wally Wood & Dan Adkins
2. NoMan: "Escape from Destiny"  10 planches		Dessins :  Ogden Whitney
3. Lightning: "The Quick and the Changing"  10 planches	Dessins :  Chic Stone  Scénario :  Steve Skeates
4. THUNDER Agents: "The Black Helmet"  10 planches			 Dessins :  George Tuska
5. Undersea Agent: "The Second Atlantis"  10 planches[18]		 Dessins :  Paul Reinman  Scénario :  Steve Skeates

14 juillet 1967  Couverture :  Gil Kane
1. Dynamo/Andor: "Return Engagement"  10	planches	Esquisses: Wally Wood  Dessins: Steve Ditko Encrage: Wally Wood & Dan Adkins
2. Lightning: "To Fight is to Die"  10 planches Dessins :  Chic Stone  Scénario :  Steve Skeates
3. NoMan: "On the Other Side"  10 planches		 Dessins :  John Giunta  Scénario :  Steve Skeates
4. Raven: "Darkly Sees the Prophet"  10	planches Dessins :  Gil Kane  Scénario :  GiI Kane
5. THUNDER Agents: "The Fist of Zeus"  10 planches	 Dessins :  George Tuska

15 septembre 1967  Couverture :  Gil Kane
1. Dynamo/Andor: "Collision Course"  10	planches	 Dessins :  Wally Wood
2. Lightning: "While Our Hero Sleeps..."  10 planches	 Dessins :  Chic Stone  Scénario :  Steve Skeates
3. NoMan :"Starflight to the Assassin Planet"  12 planches Dessins :  Ogden Whitney  Scénario :  Bill Pearson
4. Dynamo: "Hail to the Chief"  10 planches	 Dessins :  John Giunta/Wally Wood & Dan Adkins
5. Weed: "Dig We Must"  10	planches	 Dessins :  George Tuska

16 octobre 1967  Couverture :  Wally Wood
1. Dynamo/Andor: "Dream of Doom"  10 planches			Dessins :  Steve Ditko
2. NoMan: "One of Our Androids is Missing"  10 planches	Dessins :  Gil Kane/Gil Kane [Jack Abel  1-5]
3. Lightning: "The Whirliwig"  10 planches	Dessins :  Chic Stone  Scénario :  Steve Skeates
4. THUNDER Agents: "The End of the THUNDER Agents?"		Dessins :  George Tuska

17 décembre 1967   Couverture :  Ralph Reese?/Wally Wood
1. Dynamo: "Return of the Hyena"  10 planches	Dessins :  Wally Wood & Ralph Reese/Wally Wood
2. NoMan: "The Locusts are Coming"  10 planches			Dessins :  Ogden Whitney
3. Weed: "Weed Out West"  10	planches			Dessins :  George Tuska
4. Dynamo: "Put Them All Together They Spell S.P.I.D.E.R."  10	 Dessins :  Chic Stone

18 septembre 1968  Couverture :  Reed Crandall
1. Dynamo: "Dynamo Meets the Amazing Mr. Mek"  10 planches		Dessins :  Steve Ditko
2. NoMan: "The Sinister Schemes of Professor Reverse"  10 planches	Dessins :  Ogden Whitney
3. Dynamo: "The Arena"  10 planches			 Dessins :  Reed Crandall
4. Dynamo: "The Secret of the Abominable Snowmen"  10	planches			 Dessins :  Chic Stone

19 novembre 1968 reprise  de plusieurs couvertures anciennes
1. Dynamo: "Half an Hour of Power"  10	planches		Dessins :  Wally Wood & Ralph Reese/Wally Wood
2. Dynamo: "Dynamo vs. The Ghost"  10	planches		Dessins :  Paul Reinman
3. Dynamo: "All-Girl Gang"  10	planches			 Dessins :  George Tuska
4. NoMan: "A Matter of Transmitters"  10	planches		Dessins :  Paul Reinman

20 novembre 1969  Couverture :  Chic Stone
1. Dynamo: "The Origin of THUNDER Agent Dynamo"  4 planches	Dessins :  Chic Stone

### Dynamo
1er août 1966  Couverture :  Wally Wood
1. Menace from the Moon"  14			 Dessins :  Dan Adkins/Wally Wood & Dan Adkins
2. "A Day in the Life of Dynamo"  10		 Dessins :  Mike Sekowsky/Frank Giacoia
3. "Back to the Stone Age"  10			 Dessins :  Reed Crandall/Wally Wood & Dan Adkins
4. "Dynamo Meets the Amazing Andor"  10	 Dessins :  Steve Ditko/Wally Wood & Dan Adkins
5. Weed: "Wonder Weed, Super-Hero"  10	 Dessins :  John Giunta

2  Octobre 1966  Couverture :  Wally Wood
1. "The Web of S.P.I.D.E.R."  10			 Dessins :  Chic Stone/Wally Wood & Dan Adkins
2. S.P.I.D.E.R. Strikes at Sea"  10			 Dessins :  Dan Adkins/Wally Wood & Dan Adkins
3. "The Priceless Counterfeit"  10			 Dessins :  Dick Ayers/Wally Wood & Dan Adkins
4. "Between Two Enemies"  10			 Dessins :  Mike Sekowsky/Chic Stone
5. Weed: "The Hyena"  10				 Dessins :  George Tuska

3 mars 1967  Couverture :  Wally Wood
1. "The Unseen Enemy"  10			 Dessins :  Wally Wood & Dan Adkins/Wood & Adkins
2. "Bad Day for Leonard Brown"  10		 Dessins :  Chic Stone  Scénario :  Ralph Reese
3. "The Feats of Samson"  10			 Dessins :  Chic Stone
4. "Honeymoon or High Noon?"  10		 Dessins :  Paul Reinman
5. Weed: "Weed vs. THUNDER"  10		 Dessins :  George Tuska

4 juin 1967  Couverture :  Wally Wood
1. "The Maze"  10					 Dessins :  Dan Adkins/Wally Wood
2. "The Secret Word is..."  10			 Dessins :  Dan Adkins/Wally Wood
3. "Dynamo's Day Off"  10				 Dessins :  Chic Stone
4. "The Weakest Man in the World"  10		 Dessins :  Chic Stone
5. Weed: "Once Upon a Time"  10			 Dessins :  Steve Ditko/Wally Wood  Scénario :  Wally Wood

### NoMAN
1er novembre 1966  Couverture :  Wally Wood
1. "Fingers of Fate"   10					 Dessins :  Gil Kane/Paul Reinman
2. "Secret in the Sky"   10					 Dessins :  John Giunta
3. Lightning: "The Warp Wizard's Master Plan"  10		 Dessins :  Chic Stone  Scénario :  Steve Skeates
4. "Trapped in the Past"   10			 Dessins :  Ogden Whitney  Scénario :  Steve Skeates
5. "The Good Subterranean"   10			 Dessins :  Ogden Whitney

2 mars 1967  Couverture :  Wally Wood
1. "Dynamo vs. NoMan"   10			 Dessins :  Ogden Whitney
2. "The Weird Case of the Kiss of Death"  10	 Dessins :  Ogden Whitney
3. Lightning: "The Web Tightens"  10		 Dessins :  Chic Stone  Scénario :  Steve Skeates
4. "Target NoMan"   10				 Dessins :  Ogden Whitney
5. "A Quick Change of Mind"   10			 Dessins :  Ogden Whitney  Scénario :  Steve Skeates

### Edition de l'intégrale
T.H.U.N.D.E.R. Agents Classics, 6 vol., IDW Publishing, 2013-2015
1. [# 1-4], aug 2013

2. [# 5-7; Dynamo #1], dec 2013
3. [#8-10; Dynamo #2],apr 2014
4. [#11; NoMan #1-2; Dynamo #3], aug 2014
5. [#12-14; Dynamo #4], mar 2015
6. [#15-19], nov 2015

### Anthologies
T.H.U.N.D.E.R. Agents: The Best of Wally Wood, IDW Publishing, 2014 (Relié ; 148 p. ;  (ISBN 978-1613779545) ; 27,9 x 18,5 x 1,8 cm)
Wally Wood’s T.H.U.N.D.E.R. Agents: Artist’s Edition Portfolio, IDW Publishing, 2016 (Sélection de planches de Wally Wood, scannées à partir des originaux et imprimées en taille réelle.)